# 228029 MANIAC
228029 MANIAC este o planetă minoră (asteroid) din centura de asteroizi. A fost descoperită pe 2 aprilie 2008 la Observatorio de La Cañada⁠(d) de Juan Lacruz⁠(d). 
Obiectul prezintă o orbită caracterizată de o semiaxă mare de 2,4642618776751 UAi, o excentricitate de 0,24, o înclinație de 0,3 ° în raport cu ecliptica.